# Pterocarpus erinaceus
Pour les articles homonymes, voir Vène.
Espèce
Classification APG III (2009)
Pterocarpus erinaceus, le Vène, appelé aussi Palissandre du Sénégal, est une espèce de plantes à fleurs du genre Pterocarpus et de la famille des Fabaceae. C'est un arbre qui pousse dans le Sahel et le Soudan en Afrique. Il est quelquefois appelé également bois de rose.

## Utilisations
Le bois, qui varie du rouge jaunâtre au rouge rosé et au brun riche, est apprécié pour le travail du bois et fait du bon charbon de bois et du bois de feu. L'arbre dégage une sève rouge appelée kino, qui est utilisée comme colorant dans le tannage et la confection de tissus. En tant que légumineuse, l'arbre abrite des rhizobiums qui renvoient de l'azote dans le sol, ce qui le rend plus fertile. Ces plantes sont souhaitables sur les terres agricoles. De plus, le feuillage est un fourrage nutritif pour les animaux de ferme. Le Mali a un marché actif pour le feuillage de P. erinaceus, qui est très demandé par les éleveurs de moutons pour le fourrage.
L'arbre a plusieurs usages médicinaux, notamment la réduction de la fièvre et la suppression de la toux.
Pterocarpus erinaceus est l'un des bois de djembé traditionnels. C'est aussi le seul bois utilisé pour fabriquer les clés et une partie de la structure du balafon et c'est le bois le plus couramment utilisé pour fabriquer le col de la kora.
Pterocarpus erinaceus a été importé en Europe au 19e siècle par l'explorateur écossais Mungo Park. L'arbre est recherché mais facile à cultiver, donc les efforts de reboisement ont montré un certain succès.

## Synonymes
- Lingoum erinaceum Kuntze
- Pterocarpus adansonii DC.
- Pterocarpus africanus Hook.

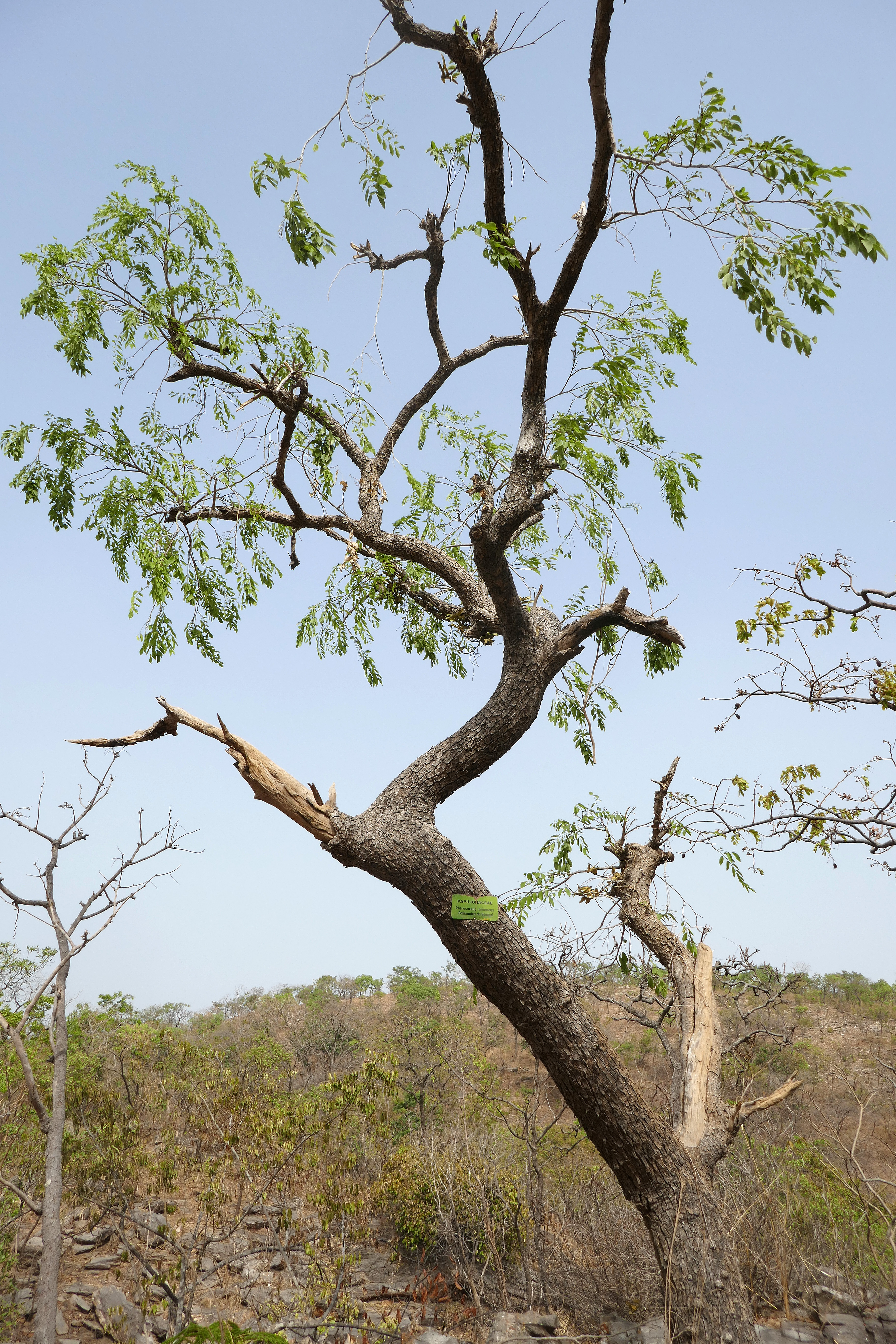
Pterocarpus erinaceus dans l'Atakora (Bénin).

Les autres noms de l'arbre incluent bani en peuhl, wén en wolof et ban en sérère.

## Exploitation
L'espèce est surexploitée pour son bois par les exploitants forestiers. Au Nigeria, dans l'État de Taraba, depuis 2010, les bûcherons ravagent le Parc national de Gashaka Gumti pour l'exportation de bois pour la Chine. Le bois de vène fait également l'objet d'un important trafic entre la Casamance et la Gambie.
Pour lutter contre son trafic et sa surexploitation, l'espèce est inscrite à l'annexe II de la Convention de Washington. Et depuis le 8 juin 2022, la Convention sur le commerce international des espèces de faune et de flore sauvages menacées d'extinction incorpore une interdiction totale du commerce de cette espèce dans les seize pays de l'Afrique de l'Ouest pour tenter de la préserver d'une disparition. Outre le Nigeria, déjà soumis à une interdiction de commerce depuis 2019, huit autres pays, le Bénin, le Burkina Faso, la Côte d’Ivoire, le Ghana, la Guinée, le Niger, le Sénégal et la Sierra Leone, ont alors renoncé volontairement à toute exportation. Mais le Cameroun, la Gambie, la Guinée-Bissau et le Mali, réclament la possibilité de continuer d’exploiter leurs stocks. Quant à la Centrafrique, au Tchad et au Togo , ils ont choisi d'ignorer cette décision.